# Naoki Yoshioka
Naoki Yoshioka (japanisch 吉岡 直輝 Yoshioka Naoki; * 6. April 2002 in der Präfektur Shizuoka) ist ein japanischer Fußballspieler.

## Karriere
Naoki Yoshioka erlernte das Fußballspielen in der Jugend des Viertligisten Honda FC sowie in der Universitätsmannschaft der Osaka University of Health and Sport Sciences. Seinen ersten Vertrag unterschrieb er im Januar 2025 bei Albirex Niigata (Singapur). Der Verein, ein Ableger des japanischen Vereins Albirex Niigata, spielt in der ersten singapurischen Liga, der Singapore Premier League. Sein Erstligadebüt gab Naoki Yoshioka am 9. Februar 2025 (25. Spieltag) im Heimspiel gegen Geylang International. Bei dem 1:1-Unentschieden stand er in der Startelf und spielte die kompletten 90 Minuten.